# Сарысу-созакское восстание
Сарысу-созакское восстание — народное движение против политических и экономических мер Советской власти в Сарысуском районе Жамбылской области и Созакском районе Южно-Казахстанской области в период с 1928 по 1930 года поднятое казахами рода Тама. Среди самих представителей рода тама восстание было известно под названием "Аллаху", вследствие народного клича Аллах.

## Предпосылки восстания
Сыр-Дарьинский округ отличался от других районов КАССР большим удельным весом поливного хозяйства и был единственным хлопководческим округом. Еще до установления Советской власти у населения были конфликты между собой на почве земле- и водопользования. Кроме того, Сыр-Дарьинский округ по национальному признаку был довольно многонациональным — казахи, узбеки, русские, украинцы и другие нации. Казахи и узбеки составляли до 80 % населения округа. Таким образом, к конфликтам по переделу сенокосных угодий и водопользования добавлялись межнациональные конфликты. И соответственно в данном округе была довольна напряженная обстановка в целом.
В Сыр-Дарьинским округе, как и в целом по Казахстану было сильное влияние на местное население бывших баев, духовенства и старшин родов с крепкими родовыми связями. Таким образом, инициаторами антисоветского выступления в первую очередь были они. Историк Талас Омарбеков напрямую указывает на присутствие признака принадлежности к определенному казахскому роду и организацией вооруженного выступления в Казахстане, так он пишет, что Созакско-Сарысуйское восстание (в Сарысуйском районе и смежных с ним аулах Сузакского района проживали казахи рода Тама Младшего жуза. Омарбеков указывает на принадлежность Султанбека Шулакова (Шолакулы) к роду Тама и что восстание было одобрено аксакалами рода. Этот факт подтверждается донесением начальника политического секретариата военного комиссариата КазАССР Л. И. Идельсона.
В донесение Л. Идельсона указывается, что подготовка к восстанию шла 2 месяца. Распространялись слухи о ликвидации индивидуальных хозяйств, о переходе всего обобществленного в колхозах имущества в собственность государства, о введении крупных штрафов за уразу, о начале повсеместного восстания, о взятии восставшими городов Чимкента, Ташкента, Туркестана и т. п.
Кроме того, есть факты и прямого вмешательства внешних сил на Сузакское восстание. Так один из организаторов восстания Асадулла Ибрагим, являлся агентом британской разведки, обосновавшимся в Сузаке после гражданской войны, был перебросан из Ирана через Закавказье в Самарканд и в Казахстан.
Недовольство Советской властью возникла еще с осени 1928 года когда было конфисковано имущество у группы известных в Сарысуском районе людей. В 1928—29 годах работники ОГПУ арестовали Динмухамеда Адилова, Агабека Байдуллаева, Аскара Абубакира, Жолдасбая и Абуали Адиловых, Нурлана Карибаева, Акпара Ибраева, Мухамедия Аргынбаева и других (всего 16 человек). Им были предъявлены обвинения в убийстве представителя Советской власти и оказании сопротивления действиям Советской власти. Они были заключены сначала в тюрьмы Кызылорда, Алматы, затем в Бутырскую тюрьму (Москва), где по решению «тройки» были осуждены. Байсеит Адилов был расстрелян.
После Постановления ЦК ВКП(б) от 5 января 1930 года «О темпе коллективизации и мерах помощи государства колхозному строительству» и секретного Постановления политбюро ЦК ВКП(б) от 30 января 1930 год «О мероприятиях по ликвидации кулацких хозяйств в районах сплошной коллективизации», местные комитеты, ринулись рьяно выполнять спущенные сверху директивы. Так на пленуме Созакского райкома ВКП(б) было решено объявить район — «районом сплошной коллективизации», принято решение о вовлечении в колхозы 85 % населения к 25 февраля и 100 % к концу года. Для ликвидации байства было решено давать невыполнимые подворные планы хлопкозаготовок (250 пудов хлопка на 1-1,5 га) и конфискацию имущества за невыполнение плана. Между тем конфискация имущества крупных баев переросла в конфискацию имущества и скота середняков. Каждая семья испытала тяжесть налогов. Все это ухудшило положение населения.
Существует так же версия о причастности к восстаниям против Советской власти руководителей и интеллигенции Казахстана. Кинорежиссёр Еркин Ракышев в ходе съемок своих документальных фильмов изучал в архивах ФСБ РФ и КНБ РК документы уголовных дел Т. Рыскулова, С. Кожанова, У. Кулымбетова, Т. Жургенова, Ш. Шонановой. На основании своих исследований выдвигает версию, что в Казахстане действительно существовала казахская националистическая организация и была организатором восстаний в период 1929—1931 годы. Ракышев утверждает, что ответственными за Иргизское восстание был Кулымбетов У., за Каракумское — Жургенов Т., за Созакское — Сейфуллин С. и т. д.

## Развитие событий, хронология
Восстание началось в селе Сузаке рано утром 7 февраля 1930 года. Прибывшая с местности Чу-Конгур конная группа из 300—400 человек (род Тама), начали собирать местное население. Восставшие имели белые флаги, повязки на руках и головных уборах с изречением из Корана. С лозунгами борьбы против Советской власти, «борьбы за ханство», «священной борьбы за религию», начался захват зданий органов власти, была разоружена местная милиция. В ходе захвата были убиты работники руководящего состава района и активисты (ответственный секретарь райкома ВКП(б) Юнусбеков, председатель РИКА Кенглибаев (Коплыбаев), народный судья — Темирбаев, Чилябыев (Челибеев А.) и другие), около 20 человек было арестовано. Были разграблены заготовительный пункт и другие учреждения власти.
В Сузаке, и в 10, 11 и 13-м аулах района взрослое мужское население почти полностью примкнуло к восставшим. Необходимо отметить факт участия в восстании коммунистов и комсомольцев (партийная ячейка Сузака, кроме убитых руководителей, примкнула в количестве 40 человек и такого же количества комсомольцев). Кроме того часть арестованных коммунистов была взята баями на поруки.
Возглавил восстание сын бывшего волостного Султанбек Шулаков (Шолакулы). Он был выбран восставшими в качестве хана (следуя традиции Среднеазиатского восстания 1916 года). Избраны были так же помощники хана — визирями Али Асадулла  и Мирза-Ахмет Баскиева. Активные участники выступления — Бейсенбаев (начальник отделения милиции, расстрелян), Достманбаев Ж., Ахмедов М., Атамышев Д., Ундабаева А., Тыншбаев М., Джемолтдинов Х., бывший милиционер Кужак, Атинбаев Д., Жолшиев К., Шалымбетов С., Дюганов А., Оразбаев О. и Аюбеков Т...
Восставшие были слабо вооружены (небольшое количество огнестрельного оружия — винтовками разных образцов и охотничьими ружьями), основное оружие состояло из холодного оружия (пиками, топоры и косы).
Заняв Сузак, восставшие пыталась распространить свое влияние на соседние районы округа — Туркестанский, Чаяновский и Яны-Курганский. Вскоре был занят село Чулак-Курган (75 км к юго-востоку от Сузака) и был взят под контроль весь район Сузака, Сундукского перевал, ущелье Ташсарай. В Сарысуйском районе центром подготовки восстания был аул № 1. И из аула № 1 повстанцы двинулись с целью захвата центра Сарысуского района — Кентарала.
8 февраля 1930 года, после получения сведений о захвате повстанцами Сузака, убийства местных руководящих работников и движении отряда повстанцев в сторону райцентра Кент-Арала, Сарысуйский райком партии и райисполком приняли решение об эвакуации актива района. В брошенном на два дня в райцентре произошли ограбления и поджоги кооперативных и государственных учреждений. В ауле № 5 Джуманов (комсомолец, бывший красноармеец), организовал отряд из батраков, бедняков (в количестве свыше 300 человек), и намеревался сделать наступление на аул № 1, чтобы спасти районный центр, не зная об эвакуации районных организаций". Для подавления и восстановления порядка в Сарысуском районе, ОГПУ направили в Сарысуский и Таласский районы по два отряда. Сарысуская «банда» была разгромлена уже при первом столкновении, руководители арестованы.
В первые дни на подавление восстания были направлены нерегулярные воинские формирования — так называемые комотряды  из Туркестана, Кзыл-Орды и Чимкента.
11 февраля 1930 года Туркестанской комотряд (из 8 европейцев и 7 казахов), посланный для разведки был захвачен, европейцы были зарублены (один ранен).
12 февраля 1930 года Чимкентский комотряд под командованием Исаева (комроты запаса) имел боестолкновение с отрядом восставших (около 400 всадников), потеряв убитыми и ранеными 14 человек, отступил в село Кагошик (Куашык), где соединился с Кзыл-Ординским отрядом под началом окрвоенкома Полякова. Восставшие при отступлении отряда Исаева захватили боеприпасы (свыше 2000 боевых патронов и использовали их для снабжения лучших стрелков). Объединенный отряд также не смог разгромить отряд восставших и в течение трех суток до прихода воинских частей отстреливался, укрепившись в группе землянок. Численность сводного отряда составило 86 человек, 1 пулемет (по Оперразведсводке № 4 СОУ ОГПУ о ходе «операции по контрреволюционным кулацко-белогвардейским и бандитским элементам» на 17 февраля 1930 г. командирами называют Полякова и Абрамука).
Второй Чимкентский комотряд под командованием замначокротдела ОГПУ Никитенко, столкнувшись с повстанцами у Чулак-Кургана, без боя обогнул его, двинулся на Сузак, и 12 февраля занял с. Сузак, оттеснив в бою отряд повстанцев (около 400 человек) в направлении Сузакского перевала. С отступившими повстанцами ушло около 2000 всадников (жителей с. Сузака и аулов).
15 февраля 1930 года повстанцы сняли осаду с с. Куашык, и начали отходить к с. Сузак. Ими был выбит из Сузака отряд Никитенко, который отступил в с. Чулак-Курган.
14 февраля 1930 года в ауле Карнак (в 20 км от г. Туркестана) было организовано выступление населения аула (до 1 тыс. человек, из них 40 имели оружие), в результате был убит секретарь партячейки и разграблены семенные фонды. На другой же день посланный комотряд (из 20 человек) из Туркестана легко восстановил порядок, так как восставшие не обладали ни силой и ни организованностью.
14 февраля 1930 года в Туркестан прибыли регулярные воинские подразделения, из г. Ташкента — эскадрон Средне-Азиатской ленинской школы (140 сабель ) и горная батарея под командой Малышева и из г. Алма-Аты — эскадрон Отдельного казахского национального кавалерийского дивизиона. Командиром сводного отряда был назначен Малышев.
16 февраля 1930 года сводный отряд Малышева достиг с. Созак (в некоторых источниках указываются еще и отряды ОГПУ Журавлева и Логачева) и после обстрела села из пушек и пулеметов вошел в него. В результате продолжительного боя были ликвидированы отряды восставших. В боестолкновение за с. Созак погибло свыше 400 повстанцев, около 200 человек было арестовано. Только небольшим группам повстанцев удалось скрыться в камышовых зарослях низовья реки Чу. У повстанцев было изъято около 70 винтовок, 50 топоров, вил, сабель и другого оружия. Султанбек-хан и его помощники в бою за Сузак были убиты, уцелевшие лидеры выступления в большей части были убиты или расстреляны сразу же после взятия Сузака. Потерь со стороны сводного отряда Малышева не было (кроме двух раненых).

## Итоги восстания
Отряд Средне-Азиатской ленинской школы возвратился в г. Ташкент, а эскадрон Казнацкавдивизиона и часть комотрядов были оставлены до 9-10 марта 1930 года для содействия органам Советской власти в выявлении и уничтожении остатков повстанцев. По Оперсводке № 9 СОУ ОГПУ «о ликвидации контрреволюционных кулацко-белогвардейских и бандитских элементов» за период с 20 по 30 марта 1930 г. на
1 апреля 1930 г. арестовано 164 человека.
Полностью ликвидировать активных участников удалось только в 1931 году, а преследования участников восстания продолжались до 1938 года.
Общие потери убитыми со стороны комотрядов — 13 человек и 20 партработников, убитых повстанцами при захвате Сузака и других селений.
После подавления восстания начался голод. Спустя некоторое время жители Кентарала покинули аул, а центр был перенесен в Саудакент. После официального объявления о подавлении сарысу-созакского восстания сотни невинных людей по обвинению в участии в нем были осуждены по решению «тройки» ОГПУ на длительные сроки тюремного заключения или сосланы в ссылку.
Точного количество убитых повстанцев, в ходе подавления восстания неизвестно, кроме того были и немалые жертвы среди мирного населения: :

«Безоружные крестьяне, выражавшие протест произволу и бесчинству часто становились жертвами войсковых отрядов. Так во время подавления восстания в Сузакском районе убито 194 человек, большинство которых к повстанцам отношения не имевшие. Таких примеров можно привести множество.»

В марте 1930 года первый секретарь Казахского краевого комитета ВКП(б) Ф. И. Голощекин в своем секретном письме И. В. Сталину сообщил, что недовольство в Сарысуском и Созакском районах в Сырдариинском округе переросло в крупное вооруженное восстание.
В рассекреченных документах, хранящимся в Архиве ФСБ РФ (ЦА ФСБ РФ. Ф2 оп.8 д.329, л. 198—212) в докладной записке Особого отдела ОГПУ о проведении изъятию и выселения кулаков от 17 ноября 1930 года (совершенно секретно) указано число участников восстаний: Созакского (Кзыл-Ординский округ) — 2000 человек, Иргизского (Кустанайский и Актюбинский округи) — 2500 человек, Кзыл-Ординского (под руководством Джумагази) — 4500 человек.

## Комментарии
1. ↑  Идельсон Л. И. (1899–?), член Компартии с 1919, в 1915–1919 состоял в Бунде. С 1919 – на политработе в Красной Армии на Украине, с 1925 – в Казахстане
2. ↑  В докладе Идельсона указывается, что все же нашлись один коммунист и один комсомолец, отказавшиеся отречься от партии, за что были убиты.
3. ↑  в книге Алдажуманова К. С. указан как Асадулла Ибрагим[3], кроме того член партии Созакского района Умаров Абдукадыр указывает национальность Асадуллы — афганец[7], в других источниках он иранец, и называют его Ассадулла Сафар, так же сообщают, что он был расстрелян в комендатуре ОГПУ в Алма-Ате 3 марта 1930 года.
4. ↑  В докладе Идельсона указывается, что он секретарь Союза «Кошчи» – коммунист, окончивший в 1926 г. школу по подготовке младшего комсостава кавалерии в г. Кзыл-Орде, явился «военным спецом» в банде, играл в ней роль визиря, министра по военным делам (убит под Сузаком)
5. ↑  коммунистические отряды, организованные на местах по инициативе органов Объединенного государственного политического управления, партийных и комсомольских комитетов. Состояли в основном из коммунистов и комсомольцев, часть которых (особенно казахи) не имела начальной военной подготовки

## Дополнительные ссылки
- Официальный сайт МВД РК - ПОИСК ПО РАЗДЕЛУ "МЕМОРИАЛ"
- Открытый список